# Berliet TDL
Der Berliet TDL war ein schwererer Straßenschlepper, entworfen vom französischen Kraftfahrzeughersteller Berliet in Lyon im Jahr 1934.

## Geschichte, Technik
Allgemeine Betriebserlaubnisse wurden ab 1934 erteilt.
Alle Varianten waren für eine Anhängelast von 10 Tonnen ausgelegt. Das Getriebe hatte in allen Fällen vier Vorwärtsgänge, dazu einen Rückwärtsgang, dazu ein Vorgelegegetriebe.

## Varianten
Es gab von Berliet TDL vier Varianten:
- Berliet TDL7: 50 Chassisnummern reserviert, 3 Stück 1934, 2 Stück 1935, 4 Stück 1936 gebaut
- Berliet TDL8: 50 Chassisnummern reserviert, kein Serienbau nachgewiesen, auch vom Modell 1939 nicht.
- Berliet TDL10: 50 Chassisnummern reserviert, 5 Stück 1935, 5 Stück 1936 gebaut
- Berliet TDL28: 50 Chassisnummern reserviert, kein Serienbau nachgewiesen.

Im Übrigen können die technische Daten der folgenden Übersicht entnommen werden. Es gibt bislang keine Publikation, die alle bei Berliet gebauten Typen mit ihren Varianten abhandelt. Die technischen Daten wurden daher im Wesentlichen den Anträgen der Firma Berliet auf Erteilung einer allgemeinen Betriebserlaubnis an die zuständige Behörde (Ingenieur des mines) entnommen. Diese Anträge sind alle erhalten und in der Fondation Berliet in Lyon einsehbar und durchnummeriert.
| Typ     | ABE       | Motor | Zyl. | Bohrg. | Hub | Hubr. | /min | CV    | Chassis | Radst. | Bem.,  |
|         | Mon./Jahr | Typ   | Zahl | mm     | mm  | cm³   | max  | fisc. | kg      | m      | Quelle |
| ------- | --------- | ----- | ---- | ------ | --- | ----- | ---- | ----- | ------- | ------ | ------ |
| TDL7    | 10.34     | MDB   | 4    | 120    | 160 | 7238  | 1700 | 19    | 5000    | *      | [ 2 ]  |
| TDL8    | 3.35      | MDC   | 6    | 110    | 150 | 8553  | 1600 | 23    | 5050    | 3,345  | [ 3 ]  |
| TDL8/39 | 3.39      | MDC3C | 6    | 110    | 150 | 8553  | 1800 | 23    | 4650    | 3,235  | [ 4 ]  |
| TDL10   | 7.35      | MDE   | 6    | 120    | 160 | 10857 | 1600 | 29    | 5230    | *      | [ 5 ]  |
| TDL28   | 7.34      | MPA   | 4    | 120    | 160 | 7238  | 1500 | 28    | 4050    | *      | [ 6 ]  |